# Daniel Tudor
Daniel Ovidiu Tudor (* 1. Juni 1974 in Alexandria, Kreis Teleorman) ist ein ehemaliger rumänischer Fußballspieler und derzeitiger -trainer. Der Torwart bestritt insgesamt 195 Spiele in der rumänischen Liga 1 und der ungarischen Nemzeti Bajnokság.

## Karriere als Spieler
Tudor begann seine Karriere bei Flacăra Moreni in der zweithöchsten rumänischen Fußballliga, der Divizia B (heute Liga II). Im Jahr 1995 wechselte er als Ersatztorhüter zum rumänischen Spitzenklub Dinamo Bukarest. Dort kam er am 27. Februar 1996 zu seinem ersten Einsatz in der Divizia A (heute Liga 1). Da er nur selten zum Einsatz kam, ließ er sich zweimal ausleihen. Im Jahr 1998 verließ er den Verein und schloss sich AS Rocar Bukarest an, das seinerzeit in der Divizia B spielte.
Mit Rocar gelang Tudor der Aufstieg in die Divizia A. Ein Jahr später wechselte er zum Ligakonkurrenten Universitatea Craiova. Obwohl er sich auf allen seinen Stationen nie über einen längeren Zeitraum als Nummer 1 etablieren konnte, kehrte er im Jahr 2002 erneut zu Dinamo Bukarest zurück. Nach nur einem Jahr wechselte Tudor nach Ungarn zum Videoton SC in die höchste Spielklasse des Landes, die Nemzeti Bajnokság. Hier gelang im auf Anhieb der Sprung zum Stammspieler. Im Jahr 2006 konnte er den ungarischen Pokal gewinnen.
Nach dem Pokalsieg kehrte Tudor nach Rumänien zurück und spielte fortan für UTA Arad, das gerade in die Liga 1 zurückgekehrt war. Als UTA nach dem Klassenerhalt in der Saison 2006/07 am Ende der folgenden Spielzeit absteigen musste, verließ Tudor den Verein und wechselte zu Unirea Urziceni. Dort gelang ihm mit der Meisterschaft 2009 der größte Erfolg seiner Karriere. Ein Jahr später folgte die Vizemeisterschaft.
Im Januar 2011 verließ Tudor Unirea und wechselte zu Juventus Colentina Bukarest in die Liga II. Dort beendet er ein halbes Jahr später seine aktive Laufbahn.

## Karriere als Trainer
Im Juni 2011 holte Jorge Costa Tudor nach seinem Karriereende als Torwarttrainer zu CFR Cluj. Costas Nachfolger Ioan Andone griff auch auf Tudors Dienste zurück, sein Vertrag wurde im Juni 2012 jedoch nicht verlängert. Als Paulo Sérgio im Oktober 2012 CFR Cluj übernahm, vertraute er ebenfalls auf Tudor. Auch unter Sérgios Nachfolger Eugen Trică, ehe er im Juli 2013 zu FK Kuban Krasnodar wechselte. Im November 2014 verließ er den Klub wieder und heuerte im Februar 2015 beim Lokalrivalen FK Krasnodar an. Dort wurde er Anfang 2017 entlassen. Von Juni bis Oktober 2017 war er unter Oleg Kononow Torwarttrainer bei Terek Grosny.

## Erfolge
- Rumänischer Meister: 2009
- Rumänischer Pokalsieger: 2003
- Ungarischer Pokalsieger: 2006